# Am Anfang war es Sünde
Am Anfang war es Sünde ist ein deutsch-jugoslawisches Filmmelodram aus dem Jahre 1954 von Franz Cap mit Ruth Niehaus, Viktor Staal und Hansi Knoteck in den Hauptrollen. Die Geschichte basiert auf der Novelle “L’histoire d’une fille de fermé” von Guy de Maupassant.

## Handlung
Rosalie ist jung und hübsch. Auf dem Hof des Weinbauern Jacob hat sie eine Beschäftigung als Magd gefunden. Den zwei Männern des Hofs verdreht sie ohne eigenes Zutun den Kopf. Vor allem Marko, der kraftvolle Knecht, hat es ihr angetan. Bald landen die beiden im Bett, und Rosalie wird schwanger. Marko hingegen macht sich gleich darauf mit einer verführerischen Zigeunersängerin vom Hof und lässt Rosalie in freudiger Erwartung zurück. Rosalie fühlt sich entehrt und kehrt ebenfalls dem Hof den Rücken. Daheim bei ihrer Mutter entbindet sie und bringt einen Jungen zur Welt.
Jahre sind vergangen. Weinbauer Jacob ist seit dem Tode seiner Frau Anna ganz allein auf dem Hof. Sie hat ihm keinen Stammhalter geboren, und so bittet der Bauer Rosalie, zu ihm zurückzukehren. Beide heiraten, doch wieder wird Jacob nicht Vater eines Stammhalters. Der alte Mann macht Rosalie heftige Vorwürfe, da sein Traum offensichtlich für immer geplatzt ist. Da erzählt Rosalie ihm vom „sündigen“ (da unehelichen) Beischlaf mit dem Knecht und dem aus dieser Liebesnacht entstandenen Kind. Rosalie darf bleiben und ihr eigen Fleisch und Blut auf den Hof holen.

## Produktionsnotizen
Am Anfang war es Sünde entstand im Frühling 1954 im Filmatelier von Ljubljana und mit Außenaufnahmen auf Istrien (Jugoslawien). Der Film wurde am 2. September 1954 in Wien uraufgeführt. Im coproduzierenden Jugoslawien lief der Streifen am 4. Oktober 1954 an. Die deutsche Premiere erfolgte am 28. Oktober 1954 in Essen und Freiburg, die Berliner am 13. Mai 1955.
Peter Bamberger übernahm die Produktionsleitung. Mirko Lipuzic schuf die Filmbauten.

## Kritiken
Im Filmdienst heißt es: „Die banale Verfilmung eines Stoffes von Maupassant transponiert das Geschehen ohne zwingenden Grund in eine slawische Landschaft.“